# Ellis River (Saco River)
Der Ellis River ist ein linker Nebenfluss des Saco River im US-Bundesstaat New Hampshire.
Der Ellis River entspringt an der nördlichen Ostflanke des Mount Washington in den White Mountains. Er fließt in östlicher Richtung nach Pinkham Notch. Dabei münden Cutler River und New River rechtsseitig in den Fluss. Er überwindet zwischen den Einmündungen der beiden Flüsse die Crystal Cascades. Unterhalb von Pinkham Notch liegen die Glen Ellis Falls am Flusslauf. Ab Pinkham Notch folgt die New Hampshire Route 16 dem nach Süden fließenden Ellis River. In Jackson mündet der Wildcat Brook linksseitig in den Fluss. Nach weiteren 6 km trifft der Ellis River auf den nach Osten fließenden Saco River. Der Ellis River hat eine Länge von 27 km.
Eine knapp 10 km lange Flussstrecke oberhalb des Jackson-Golfplatzes eignet sich für Wildwasserkanuten und Kajakfahrer. Der Schwierigkeitsgrad liegt bei III–IV.

## Gedeckte Brücken
In Jackson überspannt die gedeckte Brücke Honeymoon Bridge (auch Jackson-Honeymoon Covered Bridge) unmittelbar nach der Einmündung des Wildcat Brook den Fluss.